# Univerza v Barceloni
Univerza v Barceloni (uradno katalonsko Universitat de Barcelona, kratica UB [uniβəɾsiˈtad də βəɾsəˈlonə]; špansko: Universidad de Barcelona) je javna španska univerza s sedežem v Barceloni. 
S 63.000 študenti je ena največjih univerz v Španiji. Je ena najstarejših univerz v Kataloniji in Španiji, ustanovljena leta 1450  in zaradi svoje tradicije, kakovosti, selekcije in elitnosti  velja za eno najpomembnejših visokošolskih ustanov v Španiji. Njene fakultete so razporejene po Barceloni in njenem obrobju: sedež Univerze je v Barceloni fakultete pa so v četrteh El Raval, Diagonal, Bellvitge, Torribera, Mundet, Sants, Hospital Clínico. Knjižnica Univerze v Barceloni ima več kot 1.611.721 del in je druga največja knjižnica v Španiji, takoj za knjižnico univerze v Madridu (Universidad Complutense de Madrid).
Ima 106 oddelkov in več kot 5000 redno zaposlenih raziskovalcev, tehnikov in raziskovalnih asistentov, od katerih večina dela v 243 raziskovalnih skupinah, ki jih priznava in podpira katalonska vlada. V letu 2010 je UB prejela 175 nacionalnih raziskovalnih štipendij in 17 evropskih štipendij ter sodelovala pri več kot 500 skupnih raziskovalnih projektih z gospodarstvom in ustvarila skupni raziskovalni prihodek v višini 70 milijonov evrov. Delo teh skupin nadzirajo raziskovalni centri in inštituti UB, ki sodelujejo z vodilnimi raziskovalnimi ustanovami in mrežami v Španiji in tujini. UB je tudi dom treh velikih raziskovalnih ustanov: fundacije Barcelona Science Park Foundation (PCB), ki vključuje Inštitut za biomedicinske raziskave v Barceloni (IRBB); Biomedicinski raziskovalni inštitut August Pi i Sunyer (IDIBAPS); in Inštitut za biomedicinske raziskave Bellvitge (IDIBELL). UB je tudi organ, ki podeljuje diplome instituta Barcelona d'Estudis Internacionals (IBEI).

Ustanova iz katere se je razvila današnja UB je bila ustanovljena leta 1401 pod imenom Estudio General de Medicina y Artes, petdeset let za tem, leta 1450, pa je prejela ime Estudi General de Barcelona. 

Leta 1717 je bila UB ukinjena na podlagi odloka Nueva Planta, sedanja Univerza pa je bila ponovno ustanovljena leta 1842; osrednji kampus je bil zgrajen leta 1863, pouk v novem kampusu pa se je začel leta 1871 (do takrat je potekal v starem karmeličanskem samostanu, ki danes ne obstaja več).

Univerza v Barceloni je univerza z največjim visokošolskim prostorom v Kataloniji in je vodilna ustanova po številu študentov, poučevanju, raziskavah in inovacijah. Za razliko od drugih univerz v mestu jo pogosto imenujejo kar osrednja univerza. Po večini vodilnih mednarodnih lestvic velja za eno najboljših univerz v Španiji in je bila na večini lestvic v obdobju 2022 - 2023 uvrščena na 1. mesto v Španiji, v Evropi pa je približno na 50. mestu

## Zgodovina
Začetki UB segajo v leto 1401, ko je Martin I. Aragonski želel v Barceloni omogočiti študij medicine in umetnosti. Barcelonski Svet stotih je to idejo zavrnil, saj je menil, da s tem posegajo v njegove pristojnosti; protestiral je tudi generalni estudij iz Lleide, ker naj bi to porušilo njegov izključni monopol nad visokim šolstvom v aragonski kroni.

Študij medicine (Estudi de Medicin), povezan z bolnišnico De la Santa Cruz, je od leta 1402 deloval kot edina visokošolska ustanova na tem področju. Pol stoletja pozneje, leta 1450, je kralj Alfonso Velikodušni ustanovil Estudi General de Barcelona, današnjo univerzo. Ta je vključevala nekatere obstoječe učne ustanove, kot na primer katedralna šola in občinske šole. Posledično je imela univerza za razliko od drugih izrazito občinski značaj in je bila pod majhnim nadzorom krone.

Pouk je potekal na različnih mestih: v katedrali, v samostanu San Francisco (frančiškani) in v samostanu Santa Catalina (dominikanci). Prvi pravi sedež je bila stavba, slovesno odprta leta 1536, zgrajena na vrhu ulice Rambla, znotraj obzidja (v Canaletes, na pragu današnjega trga Plaza de Cataluña in portala Santa Ana). Leta 1450, med vladavino Alfonza Velikodušnega in po buli, ki jo je izdal papež, je bila Univerza v Barceloni slovesno odprta.

### XVIII. stoletje:Prenos sedežav Cervero
Tri stoletja pozneje, leta 1715 je Filip V. Španski ukinil vse katalonske univerze in ukazal, da bo edino univerzitetno središče, ki jih bo nadomestilo, v Cerveri (Lérida) v zahvalo njenim prebivalcem za podporo Filipu V. Španskemu med nasledstveno vojno. Takšno stanje je trajalo približno 150 let, dokler se ni sedež univerze v 19. stoletju spet vrnil v Barcelono. V času, ko je univerza delovala v Cerveri, sta se tam med drugim izobraževala tudi Jaime Balmes in José Finestres.

### XIX. stoletje: Obnova v Barceloni
Leta 1837 je ponovno prišlo do selitve sedeža; Cerverska univerza je bila ukinjena in dogovorjeno je bilo, da se bo sedež Univerze vrnil v Barcelono. Selitev je trajala pet let in se zaključila leta 1842. Univerza v Barceloni, ustanova, ki še danes nosi ta naziv, je bila takrat edina delujoča univerza v Kataloniji.

Po selitvi iz Cervesa je Univerza v Barceloni začela ponovno delovati v  študijskem letu 1838-1839, kjer je najprej delovala v starem karmeličanskem samostanu (na ulici Carrer del Carme, na vogalu ulice Carrer del Doctor Dou). Slabo stanje stavbe, ki je bilo posledica nemirov leta 1835, je spodbudilo idejo o gradnji novega sedeža univerze. Naročilo za novo stavbo je dobil arhitekt Elías Rogent; pod njegovim vodstvom so gradnjo začeli leta 1863 in jo zaključili skoraj dvajset let kasneje, leta 1882.

Novi sedež Univerze je bila nova stavba v barcelonski četrti Ensanche, zelo blizu starega mestnega jedra (zdaj je znana kot zgodovinsko zaščitena stavba). Tu so poučevali vse smeri študija, razen medicine, katere predavanja so potekala v Hospital de la Santa Cruz, od leta 1905 pa v Hospital Clínico.

### XX. stoletje
Devetdeset let pozneje, leta 1932, je vlada Druge republike (1931-1936) Univerzi podelila lastno avtonomijo in spremenila njeno ime v Avtonomno univerzo v Barceloni (ne smemo je zamenjati s trenutno UAB). Toda s prihodom francoske diktature je bila leta 1939 avtonomija razveljavljena in vstopila v obdobje zatona; velik del učiteljskega osebja so v skladu z novim režimom zamenjali, saj je večina prejšnjih odšla v izgnanstvo in ustvarilo se je obdobje intelektualne krize.

Univerza v Barceloni je bila edina obstoječa univerza v Kataloniji in na Balearskih otokih do leta 1968, ko se je začel proces (ki je trajal do devetdesetih let dvajsetega stoletja), ki je povzročil nastanek še drugih katalonskih univerz in Univerze v Palmi. Istočasno je UB sama začela s projektom širitve, katere posledica je bil nastanek različnih fakultet po vsej Barceloni: kampusi Pedralbes, Sants, Bellvitge in Mundet.

V zadnjih letih Francove vladavine je bilo veliko študentskih nemirov, študenti so zahtevali reforme političnega in izobraževalnega sistema.

## Univerza v Barceloni danes
Oktobra 2006 je bila v četrti El Raval v Barceloni slovesno odprta nova stavba za Fakultete za geografijo, zgodovino in filozofijo. Podobno so bile v zadnjih letih izvedene znatne izboljšave v številnih drugih univerzitetnih stavbah, v teku pa je načrt Obzorje 2020, ki načrtuje dokončanje urbanizacije diagonalnega kampusa z ustvarjanjem mestnega trga, interdisciplinarnih stavb, nove jedilnice, novega avditorija, razširitev barcelonskega znanstvenega parka in prenos Fakultete za matematiko, ki se trenutno nahaja v zgodovinski stavbi. 
Načrtuje se tudi gradnja novih univerzitetnih rezidenc ter učnih in raziskovalnih središč v Santa Coloma de Gramanet, Bellvitge in Badalona. Leta 2005 je bil za rektorja imenovan Màrius Rubiralta Alcañiz, prvi rektor v zgodovini, izvoljen s ponderirano splošno volilno pravico v skladu z zakonom o načrtovanju univerz. 
Februarja 2018 so na pravni fakulteti v barcelonski coni Universitaria slovesno odprli novo stavbo s 16.025 m². Sodeluje tudi pri digitalizaciji evropske kulturne dediščine. 
Univerzo sestavlja 17 velikih centrov (16 fakultet in 1 doktorska šola), 106 oddelkov in še drugi predpisani centri. Vsak izmed oddelkov ima avtonomijo in lastne avtonomno delujoče organe. 
Glede na študijo, objavljeno v The Times Higher Education (v zadnjih letih), je Univerza v Barceloni edina španska univerza, ki je med 200 najboljšimi na svetu po kriterijih kakovosti in poučevanja. Poleg tega je druga najboljša iberoameriška univerza (prva je National Autonomous University of Mexico) in druga najboljša v južni Evropi (prva je univerza La Sapienza v Rimu). Trenutno sodeluje tudi pri projektu Europeana za digitalizacijo evropske kulturne dediščine.

Danes Univerza v Barceloni pokriva 33% univerzitetnih prostorov v Kataloniji, Academic Ranking of World Universities (ARWU) pa jo postavlja na mesto najboljše univerze v Španiji. Aktualni rektor univerze je Joan Elias i Garcia.

## Akademski podatki

### Organizacija
Univerza v Barceloni ima 16 fakultet, 54 oddelkov in več pridruženih centrov. Oddelki in fakultete imajo notranjo avtonomijo in lastne samoupravne organe.

#### Oddelki
- Campus de Humanidades o Central:
  - Fakulteta za filologijo in komunikologijo (Edificio Josep Carner)
  - Fakulteta za matematiko in informatiko (Edificio Histórico)
  - Fakulteta za filozofijo (Edificio del Raval)
  - Fakulteta za zgodovino in Geografijo (Edificio del Raval)
- Campus de Sants
  - Fakulteta za multimedijo in vizualno umetnost
- Campus de Medicina-Clínico:
  - Fakulteta za medicino in zdravstvene vede (Casanova)
- Campus de Bellvitge:
  - Fakulteta za medicino in zdravstvene vede (Bellvitge)
- Campus de la Diagonal Portal del Conocimiento:
  - Pravna fakulteta
  - Fakulteta za ekonomijo in podjetništvo
  - Filozofska fakulteta
  - Fakulteta za biologijo
  - Fakulteta za farmacijo in prehrambene vede
  - Fakulteta za fiziko
  - Facultad de Ciencias de la Tierra
  - Fakulteta za kemijo
- Campus de Mundet:
  - Pedagoška fakulteta
  - Fakulteta za psihologijo
- Campus de Torribera

### Uvrstitev
Trenutno UB pokriva 33 % katalonskih univerzitetnih mest, povpraševanje pa nekoliko presega ponudbo. Sprejem poteka po ustaljenih dostopnih poteh, predhodni vpis pa se opravi prek spleta ali urada za usmerjanje na univerze, ki je odvisen od katalonske vlade. Kljub temu da je univerza del katalonskega univerzitetnega okrožja, se lahko vsak španski študent prijavi za vpis na katerikoli študij, ki ga ponuja univerza.

### Sodelovanja
Je članica skupine Coimbra, univerzitetne mreže Vives in Lige evropskih raziskovalnih univerz.

### Uvrstitev na lestvici univerz
| Ranking universitario                          | Španija | Evropa | Svet    |
| ---------------------------------------------- | ------- | ------ | ------- |
| ARWU (Shanghai Ranking) 2021                   | 1       | 56–76  | 151–200 |
| CWUR World University Rankings 2021-22         | 1       | 48     | 131     |
| QS World University Rankings 2022              | 1       | 55     | 168     |
| Scimago University Rankings 2021               | 1       | 28     | 104     |
| THE World University Rankings 2022             | 3       | 88     | 193     |
| US News Best Global Universities Rankings 2021 | 1       | 28     | 87      |

## Kvalifikacije
V študijskem letu 2018/2019 univerza ponuja več kot 150 uradnih univerzitetnih magistrskih študijskih programov; 75 univerzitetnih dodiplomskih študijskih programov (nekateri z možnostjo dvojne diplome)  in 48 doktorskih programov, preverjenih s kraljevim odlokom 99/2011. Fakultete in fakultete UB, Inštitut za vseživljenjsko učenje in z UB povezani centri vsako študijsko leto ponujajo približno 50 predmetov.

## Objekti

### Knjižnica
Univerzitetna knjižnica v Barceloni je z 1.611.721 zvezki druga največja univerzitetna knjižnica v Španiji, takoj za knjižnico Univerze Complutense v Madridu.

### Paraninfo
To je najbolj simboličen prostor v zgodovinski stavbi. Nahaja se v osrednjem delu stavbe, nad preddverjem. V tej dvorani med drugim potekajo univerzitetne promocije, otvoritve akademskih let in podelitve častnih doktoratov. Površine dvorane pokrivajo neomudejarski elementi s številnimi ornamenti, v katerih prevladujejo zgodovinski motivi. Predstavljeni so tudi monarhi, ki so imeli ključno vlogo v zgodovini ustanove.

### Finca Pedro i Pons
To posestvo je del dediščine univerze, saj ga je podaril Dr. Agustí Pedro i Pons. Je razgledna točka nad Barcelono (nahaja se poleg postaje Peu del Funicular). Pročelje je iz 18. stoletja, v njem pa je umetniška zbirka dr. Pedra i Pons. To posestvo je mogoče obiskati po dogovoru.

## Častni doktorati
Častni doktorat je najvišje priznanje, ki ga univerza podeli osebi zaradi njenih zaslug in kariere na akademskem, znanstvenem ali kulturnem področju, njenih vrednot in posebne povezanosti z univerzo. Od leta 2018 je univerza in od leta 1931 imenovala 138 oseb, od tega 133 moških in 5 žensk. Med nedavno podeljenimi častnimi doktorati sta zgodovinar Paul Preston in jezikoslovec Eugene Garfield. Prva ženska, sopranistka Victoria de los Ángeles López, je bila imenovana leta 1987. Leta 2010 je častni doktorat prejela sopranistka Montserrat Caballé